# Lo Chia-Ling
Lo Chia-Ling (Nuevo Taipéi, 8 de octubre de 2001) es una deportista taiwanesa que compite en taekwondo.
Participó en dos Juegos Olímpicos de Verano en los años 2020 y 2024, obteniendo una medalla de bronce en Tokio 2020 en la categoría de –57 kg. En los Juegos Asiáticos de 2022 consiguió una medalla de plata.
Ganó una medallas de plata en el Campeonato Mundial de Taekwondo, en los años 2022 y 2023.

## Palmarés internacional
| Juegos Olímpicos   | Juegos Olímpicos     | Juegos Olímpicos  | Juegos Olímpicos |
| Año                | Lugar                | Medalla           | Categoría        |
| ------------------ | -------------------- | ----------------- | ---------------- |
| 2020               | Tokio (Japón)        | Medalla de bronce | –57 kg           |
| Campeonato Mundial |                      |                   |                  |
| Año                | Lugar                | Medalla           | Categoría        |
| 2022               | Guadalajara (México) | Medalla de plata  | –57 kg           |
| 2023               | Bakú (Azerbaiyán)    | Medalla de plata  | –57 kg           |
| Juegos Asiáticos   |                      |                   |                  |
| Año                | Lugar                | Medalla           | Categoría        |
| 2022               | Hangzhou (China)     | Medalla de plata  | –57 kg           |